# Drysdale (Arizona)
Drysdale es un lugar designado por el censo ubicado en el condado de Yuma en el estado estadounidense de Arizona. En el Censo de 2010 tenía una población de 272 habitantes y una densidad poblacional de 640,36 personas por km².

## Geografía
Drysdale se encuentra ubicado en las coordenadas 32°38′43″N 114°42′24″O / 32.64528, -114.70667. Según la Oficina del Censo de los Estados Unidos, Drysdale tiene una superficie total de 0.42 km², de la cual 0.42 km² corresponden a tierra firme y (0%) 0 km² es agua.

## Demografía
Según el censo de 2010, había 272 personas residiendo en Drysdale. La densidad de población era de 640,36 hab./km². De los 272 habitantes, Drysdale estaba compuesto por el 55.88% blancos, el 0% eran afroamericanos, el 1.84% eran amerindios, el 0% eran asiáticos, el 0% eran isleños del Pacífico, el 42.28% eran de otras razas y el 0% pertenecían a dos o más razas. Del total de la población el 90.81% eran hispanos o latinos de cualquier raza.